# Dorysthetus virens
Dorysthetus virens är en skalbaggsart som beskrevs av Dru Drury 1773. Dorysthetus virens ingår i släktet Dorysthetus och familjen Rutelidae. Utöver nominatformen finns också underarten D. v. jossi.